# Emanuel Forchhammer
Emanuel Forchhammer (født 12. marts 1851 i Schweiz, død 26. april 1890) var en tysk orientalist. 
Forchhammer studerede medicin i New York, hvor han også tog doktorgrad og blev assistent ved et hospital. Derpå levede han flere år blandt vestens indianere for at lære deres sprog. 1875 vendte han tilbage til Europa, hvor han i det armeniske kloster San Lazzaro ved Venedig lærte armenisk og til 1878 i Leipzig studerede orientalsk filologi. 1879 blev han udnævnt til professor i pali i Rangoon. Han gennemforskede nu med utrættelig iver de buddhistiske klostres biblioteker for at samle håndskrifter. 
Forchhammer studerede de forskellige sprog i Birma og foretog udgravninger og arkæologiske undersøgelser, særlig i de gamle tempelstæder Arakan og Pagan. Han udgav en systematisk fortegnelse over de af ham i Birma samlede gamle håndskrifter (1882), Notes on the Early History and Geography of British Burma (1883—84), Sources and Development of Burmese Law (1885), bidrag til Jardines Notes on Buddhist Law (1882—83) og afhandlinger over de birmanske sprog i "Indian Antiquary". Meget har han efterladt sig, som henligger uudgivet.